# چرخ‌ریسک‌های تاب‌لانه آفریقایی
چرخ‌ریسک‌های تاب‌لانه آفریقایی (نام علمی: Anthoscopus) نام یک سرده از تیره چرخ‌ریسک تاب‌لانه است.

## گونه‌ها
- چرخ‌ریسک تاب‌لانه سنار (Anthoscopus punctifrons)
- چرخ‌ریسک تاب‌لانه زرد (Anthoscopus parvulus)
- چرخ‌ریسک تاب‌لانه موش‌رنگ (Anthoscopus musculus)
- چرخ‌ریسک تاب‌لانه جنگلی (Anthoscopus flavifrons)
- چرخ‌ریسک تاب‌لانه خاکستری (Anthoscopus caroli)
- چرخ‌ریسک تاب‌لانه دماغه (Anthoscopus minutus)